# Bundesstraße 240
Die Bundesstraße 240 (Abkürzung: B 240) beginnt an der B 83 zwischen Hehlen und Bodenwerder an der Weser und führt über die niedersächsischen Gebirgszüge Ith und Külf und endet vor der Kleinstadt Gronau im Landkreis Hildesheim an der B 3.
Im Zuge der besseren Anbindung des Landkreises Holzminden zu den großstädtischen Zentren und den Fernverkehrsachsen laufen derzeit Planungen für Ortsumgehungen von Eime, Marienhagen, Weenzen und Eschershausen sowie den Bau eines Tunnels zur Ith-Querung mit einer Ortsumgehung für Capellenhagen.

## Geplante Projekte
- Ortsumgehung Eime
- Ortsumgehung Marienhagen
- Ortsumgehung Weenzen, nördlicher Abschnitt
- Ortsumgehung Weenzen, südlicher Abschnitt
- Ith-Querung (Tunnel) mit Ortsumgehung Capellenhagen
- Nordostumgehung Eschershausen zur Einmündung auf die B 64